# 14959 TRIUMF
14959 TRIUMF (1996 JT3) — астероїд головного поясу астероїдів. Був відкритий 9 травня 1996 року в рамках проекту Spacewatch у Національній обсерваторії Кітт-Пік (Аризона, США).
Тіссеранів параметр щодо Юпітера — 3,454.